# Грузинцев, Александр Николаевич
Александр Николаевич Грузинцев (1779 — 1820-е годы) — русский драматический писатель и поэт начала XIX века. Коллежский асессор.

## Биография
Отец помещик Саратовской губернии. Городничий в Юрьевце-Поволжском; заметив страсть 14-летнего Александра к стихотворству, стал читать ему А. П. Сумарокова и М. В. Ломоносова, а также возбудил в сыне "желание к древним языкам" (посвящение в пьесе "Покоренная Казань"). В 1795 Г. был записан в лейб-гвардии Преображенский полк сержантом и через год по именному указу Екатерины II "пожалован к статским делам капитаном"; до 1799 жил в Юрьевце-Поволжском; в 1799-1805 служил в Московском, а в 1806-08, по-видимому, в Виленском комиссариатском депо (комиссионер 8-го класса). Около 1806 женился на дочери прусского барона А. Д. Ревинской (к 1816 уже вдов). В 1810 служил в Дирекции империалистических зрелищ и музыки, помощник члена по репертуарной части. Затем жил в Петербурге, где скончался в нужде.

## Произведения
Изданы в Санкт-Петербурге.
- «Электра и Орест», 1810
- «Покоренная Казань», 1811
- «Сочинения в стихах», изданы в 1811—1815 годах.
- Софокл. Эдип царь, 1812. В которой известный актёр А. Яковлев имел большой успех.
- «Петриада. Поэма Эпическая» в 10-ти песнях, 1812—1817. В которой автор негодует против иностранных историков, ложными красками изображающих Петра Великого, пишет о своей любви к Отечеству, его благоговении перед делами Петровыми
- поэмы «Спасенная и победоносная Россия» в 4-х песнях, 1813
- трагедии в стихах: «Ираклиды, или спасенные Афины», подражание Эврипиду, 1815

 "Пою полночныхъ странъ великаго Героя

   "Что въ казнь рушителямъ всеобщаго покоя

   "Славянскихъ озарилъ науками сыновъ,

   "Покрытыхъ прежде тьмой чрезъ множество вѢковъ;

   "Воздвигнулъ грады, флотъ, разрушилъ всѢ препоны,

   "Среди военныхъ бурь намъ кротки далъ законы,

   "И миромъ оградивъ Россію наконецъ

   "Былъ подданныхъ своихъ учитель и отецъ."

 